# Warzfeldermühle
Warzfeldermühle ist ein Wohnplatz des Marktes Dietenhofen im Landkreis Ansbach (Mittelfranken, Bayern). Warzefelder Mühle liegt in der Gemarkung Kleinhaslach.

## Geografie
Die Einöde bestehend aus einem Wohn- und acht Nebengebäuden liegt am Mettlachbach. Ein namenloser Bach mündet unmittelbar nördlich als linker Zufluss in den Mettlachbach. Im Süden grenzt das Waldgebiet Heegstall mit dem Mühlberg an. Ein Anliegerweg führt 50 Meter weiter nördlich zur Kreisstraße AN 17. Dort befinden sich zwei weitere Wohngebäude des Ortes Warzfelden.

## Geschichte
Im Salbuch des Fürstentums Ansbach von 1684 wurde die Mühle noch nicht erwähnt. Sie wurde im Fraischbezirk des brandenburg-ansbachischen Hofkastenamtes Ansbach errichtet und hatte das Hofkastenamt auch als Grundherrn. Unter der preußischen Verwaltung (1792–1806) des Fürstentums Ansbach erhielt die Mühle bei der Vergabe der Hausnummern die Nr. 22 des Ortes Warzfelden. Von 1797 bis 1808 unterstand der Ort dem Justiz- und Kammeramt Ansbach.
Im Rahmen des Gemeindeedikts wurde Warzfeldermühle dem 1808 gebildeten Steuerdistrikt Kleinhaslach und der 1811 gegründeten Ruralgemeinde Kleinhaslach zugeordnet. Im 19. Jahrhundert gehörten zum Anwesen elf Parzellen Ackerland mit insgesamt 13 ha, drei Parzellen Wiesenfläche mit insgesamt 5 ha und eine Parzelle Waldfläche mit 1 ha. In den amtlichen Verzeichnissen nach 1888 wird die Warzfeldermühle nicht mehr aufgelistet.
Mit der Eingemeindung von Kleinhaslach am 1. Juli 1972 im Zuge der Gebietsreform wurde Warzfeldermühle Teil der Gemeinde Dietenhofen.

### Baudenkmal
- Haus Nr. 22: ehemalige Mühle, Fachwerkobergeschoss, 16./17. Jahrhundert

### Einwohnerentwicklung
| Jahr      | 001818 | 001836 | 001840 | 001861 | 001871 | 001885 |
| Einwohner | *      | 8      | 8      | *      | 10     | 14     |
| Häuser    | *      | 1      | 1      |        |        | 2      |
| Quelle    | [ 9 ]  | [ 10 ] | [ 11 ] | [ 12 ] | [ 13 ] | [ 14 ] |

## Religion
Der Ort ist evangelisch-lutherisch geprägt und war ursprünglich nach St. Andreas gepfarrt, seit der ersten Hälfte des 19. Jahrhunderts ist die Pfarrei St. Martin zuständig. Die Einwohner römisch-katholischer Konfession waren ursprünglich nach Unsere Liebe Frau gepfarrt, seit den 1980er Jahren ist die Pfarrei St. Bonifatius zuständig.